# Lužskij rajon
Il Lužskij rajon (in russo Лужский район?) è un rajon dell'Oblast' di Leningrado, nella Russia europea occidentale; il capoluogo è la città di Luga.